# Univerzální množina
Univerzální množina (též univerzum) je množina všech prvků, které jsou relevantní v rámci daného kontextu (domény, problému).
Univerzální množina bývá označována jako {\displaystyle U}.

## Vlastnosti
Univerzální množina je tedy nadmnožinou všech množin, které v rámci daného problému uvažujeme.
Velikost univerzální množiny je závislá na daném kontextu (problému).

## Příklady
Peanova aritmetika přirozených čísel používá jako své univerzum množinu přirozených čísel.
Klasická analytická geometrie pracuje obvykle na množině všech podmnožin kartézské mocniny množiny reálných čísel - například pro rovinnou analytickou geometrii je univerzální množinou {\displaystyle \mathbb {P} (\mathbb {R} ^{2})\,\!}, tj. množina všech podmnožin množiny všech uspořádaných dvojic reálných čísel.
Zajímavější je situace v případě klasické teorie množin - pokud budeme uvažovat o jejím univerzu (množině všech množin, často označované jako {\displaystyle \mathbb {V} \,\!}), dostaneme se poměrně záhy k paradoxům typu Cantorova paradoxu. V moderní teorii množin je tento problém řešen tak, že nic takového, jako množina všech množin neexistuje - univerzem teorie množin je třída všech množin (nazývaná univerzální třída), která je (právě díky uvedenému paradoxu) nikoliv množinou, ale vlastní třídou.